# Härmälänkari
Härmälänkari  est une île finlandaise située dans le sud-ouest du golfe de Botnie.
Elle fait partie de l’archipel finlandais et dans la municipalité de Naantali. Elle se trouve dans la région économique de Turku, de la province du sud-ouest de la Finlande. L'île se trouve à environ 29 kilomètres à l'ouest de Turku et à environ 180 kilomètres à l'ouest d'Helsinki.
La superficie de l'île est de 1,6 hectare, et sa longueur est de 250 mètres dans le sens nord-sud.

## Climat
Le climat intérieur est meilleur que la moyenne régionale . La température moyenne annuelle de l’île est de 5°C Le mois le plus chaud de l’année est août, avec une température moyenne de 17°C, et le mois le plus froid est janvier, avec une moyenne de −6°C .

## Îles voisines
- Raissiluoto
- Liettinen
- Epälkari
- Epälkarinouri
- Tammisluoto
- Koivukari
- Vähä Tammisluoto
- Salavainen
- Haapaluoto
- Vähä koikuoto
- Nieminiitunouri